# Beaconsfield (Canada)
Beaconsfield is een stad (ville) in de Canadese provincie Québec. Beaconsfield ligt op het Île de Montréal en telt 19.194 inwoners (2006). Beaconsfield is in tegenstelling tot het nabijgelegen Montréal grotendeels Engelstalig.